# ペルチャー (小惑星)
ペルチャー (3850 Peltier) は小惑星帯に位置する小惑星。ローウェル天文台のエドワード・ボーエルが発見した。
アメリカ合衆国のアマチュア天文家レスリー・ペルチャー（Leslie Copus Peltier、1900年 – 1980年）から命名された。
フローラ族に近い軌道を持っているが、スペクトル型はV型小惑星のものであり、小惑星ベスタが他の小惑星と衝突した際の破片が起源だと考えられている。